# Nuestra Señora de la Guía, Santo Cristo de la Misericordia y San Francisco de las Lágrimas
Il galeone  Nuestra Señora de la Guía, Santo Cristo de la Misericordia y San Francisco de las Lágrimas fu una nave mercantile che compì 3 traversate di andata e ritorno dalle Filippine al Messico.

## Storia
Il galeone Nuestra Señora de la Guía, Santo Cristo de la Misericordia y San Francisco de las Lágrimas fu costruito presso il cantiere navale di Cavite, nelle Filippine nel 1727. Primo galeone di Manila costruito con i migliori legni filippini, secondo gli standard e le proporzioni stabilite del generale dell'esercito José Antonio de Gaztañeta y de Iturribalzaga.
Per il suo primo viaggio verso la Nuova Spagna il galeone salpò da Manila il 10 luglio 1728 al comando del generale Antonio Fernández de Rojas, arrivando a destinazione il 26 gennaio 1729. Per il viaggio di ritorno, in seguito alla morte di Rojas, fu al comando del generale Francisco Antonio de Abarca y Valdés, salpò il 31 marzo e arrivò a Manila all'inizio di agosto del 1729. Il viaggio, tra andata e ritorno, era stato lungo 8.640 miglia nautiche (16.000 km. circa) mantenendo gli uomini imbarcati per sei mesi nel viaggio di andata e cinque in quello di ritorno. 
Nel 1730 fece il suo secondo viaggio sotto il comando del generale Francisco de Abarca, il cui comandante era il sergente maggiore José Bermúdez de Sotomayor. A bordo c'era il Governatore e Capitano generale uscente  delle Filippine, Toribio José Miguel de Cossío y Campa marchese di Torre Campo.
Nel luglio 1731 il galeone era di nuovo nella baia di Manila. L'11 luglio 1732 salpò da Cavite e arrivò ad Acapulco il 19 febbraio dell'anno successivo, iniziando a scaricare le merci il 22 febbraio. Il 6 aprile salpò di nuovo e arrivò a Manila il 10 luglio con la notizia che la fiera di Acapulco non si era tenuta.
Al comando del generale Juan Domingo Mebra, salpò dalla baia di Manila il 30 luglio 1735, con il capitano Luis Santiesteban come comandante. Arrivò ad Acapulco il 24 febbraio 1736 dopo aver subito gravi tempeste in novembre, dicembre e gennaio. Salpò di nuovo il 17 aprile e arrivò il 1° settembre all'isola di Cebu, completamente disalberata dalle forti tempeste che la lasciarono senza vele e sartiame e così a corto di acqua che l'equipaggio sarebbe morto di sete se non avesse raccolto l'acqua piovana.
Il 25 luglio 1737 salpò al comando del generale Pedro Gómez Rivero e arrivò in Nuova Spagna il 9 febbraio dell'anno successivo. Il 28 luglio ripartì per le Filippine al comando di Rodrigo Calderón Henríquez. La nave arrivò a Palapag, a nord dell'isola di Samar,  l'11 agosto 1740, e rimase lì  in attesa di venti favorevoli per entrare nello stretto di San Bernardino. A Palang la nave fu parzialmente riparata, sbarcò parte delle mercanzie, e imbarcò un nuovo equipaggio perché il comandante aveva portato notizia della scoppio della guerra con la Gran Bretagna.
Prese di nuovo il mare nei primi giorni del 1741 e andò perduta il 24 gennaio nelle secche di Zapao, nel Golfo di Albay.  Si riuscì a recuperare l'artiglieria e l'attrezzatura per l'ancoraggio.